# 帕洛洛 (夏威夷州)
帕洛洛（英語：Palolo）是位於美國夏威夷州檀香山縣的一個非建制地區。該地的面積和人口皆未知。

## 地理
帕洛洛的座標為21°17′45″N 157°47′48″W / 21.29583°N 157.79667°W，而該地的平均海拔高度為75米（即246英尺）。